# Streblopoda
Streblopoda là một chi bướm đêm thuộc họ Geometridae. Nó còn có tên đồng nghĩa là Atyriodes.